# Komponist
En komponist er en person, der skaber musikstykker.
Begrebet benyttes primært om den, der nedskriver musikken, så andre kan fremføre den. Det adskiller komponisten fra en improviserende musiker.

## Eksterne links
- Wikimedia Commons har flere filer relateret til Komponist

| Musik | Spire Denne musikartikel er en spire som bør udbygges. Du er velkommen til at hjælpe Wikipedia ved at udvide den. |